# 文書分類
文書分類（ぶんしょぶんるい、英: Document classification/categorization）は、情報科学における問題である。電子文書をその内容に基づいて、1つ以上に分類する。文書分類には、外部から（例えば人間が）正しい分類に関する情報を与える教師あり文書分類と、外部の情報を参照せずに分類する教師なし文書分類がある。

## 技法
文書分類に使われる技法としては、以下のものがある。
- 単純ベイズ分類器
- tf-idf
- 潜在意味解析
- サポートベクターマシン
- ニューラルネットワーク
- k近傍法
- 決定木（例えばID3）
- コンセプトマイニング

他にも、自然言語処理に基づく手法がある。

## 応用
電子メールのスパムを分離するスパムフィルタに応用されている